# Allen B. DuMont
Allen B. DuMont (* 29. Januar 1901 in Brooklyn; † 14. November 1965, beerdigt in Montclair, New Jersey) war ein US-amerikanischer Elektroingenieur.
Nachdem er 1924 am Rensselaer Polytechnic Institute in Troy, New York, graduiert hatte, begann er bei der Westinghouse Lamp Company in Bloomfield, New Jersey, wo er die Produktion von Radioröhren um das hundertfache steigerte, und dafür den ersten Westinghouse Award erhielt. 1928 wurde er von Lee De Forest engagiert, wo er das mechanische Fernsehen von Charles Francis Jenkins kennenlernte. Da Forsest seine Verbesserungen nicht unterstützte, gründete er 1931 in Cedar Grove, New Jersey, die DuMont Laboratories um seine Kathodenstrahlröhren (CRT) zu bauen. 
Als er 1932 dem US Army Signal Corps einen Ship finder vorstellte, baten diese ihn, es nicht zu patentieren und geheim zu halten. So wurde sein Radar nicht bekannt. 
Während des Zweiten Weltkriegs baute er riesige CRTs für das Manhattan Project. 
Ab Juni 1938 produzierte er die ersten Fernseher Model 180 television und 1946 gründete er das DuMont Television Network, dass er wegen mangelnder Rentabilität 1956 an John Kluge verkaufte. Nachdem sie in den späten 1950er Jahren einen Vorläufer der Trinitron-Röhre entwickelt hatten, verkaufte er 1960 auch seinen Produktionsbetrieb an Emerson Radio. 
| Personendaten    | Personendaten                      |
| ---------------- | ---------------------------------- |
| NAME             | DuMont, Allen B.                   |
| KURZBESCHREIBUNG | US-amerikanischer Elektrotechniker |
| GEBURTSDATUM     | 29. Januar 1901                    |
| GEBURTSORT       | Brooklyn                           |
| STERBEDATUM      | 14. November 1965                  |